# Megagram
Megagram är en SI-enhet som motsvarar 106 gram, alltså en miljon gram. SI-symbolen för megagram är Mg.
Namnet kommer från SI-prefixet mega, som är lika med en miljon.
Enheten; ton (metriskt) brukar i praktiken oftast användas istället för megagram.